# Експериментальне лікування коронавірусної хвороби 2019

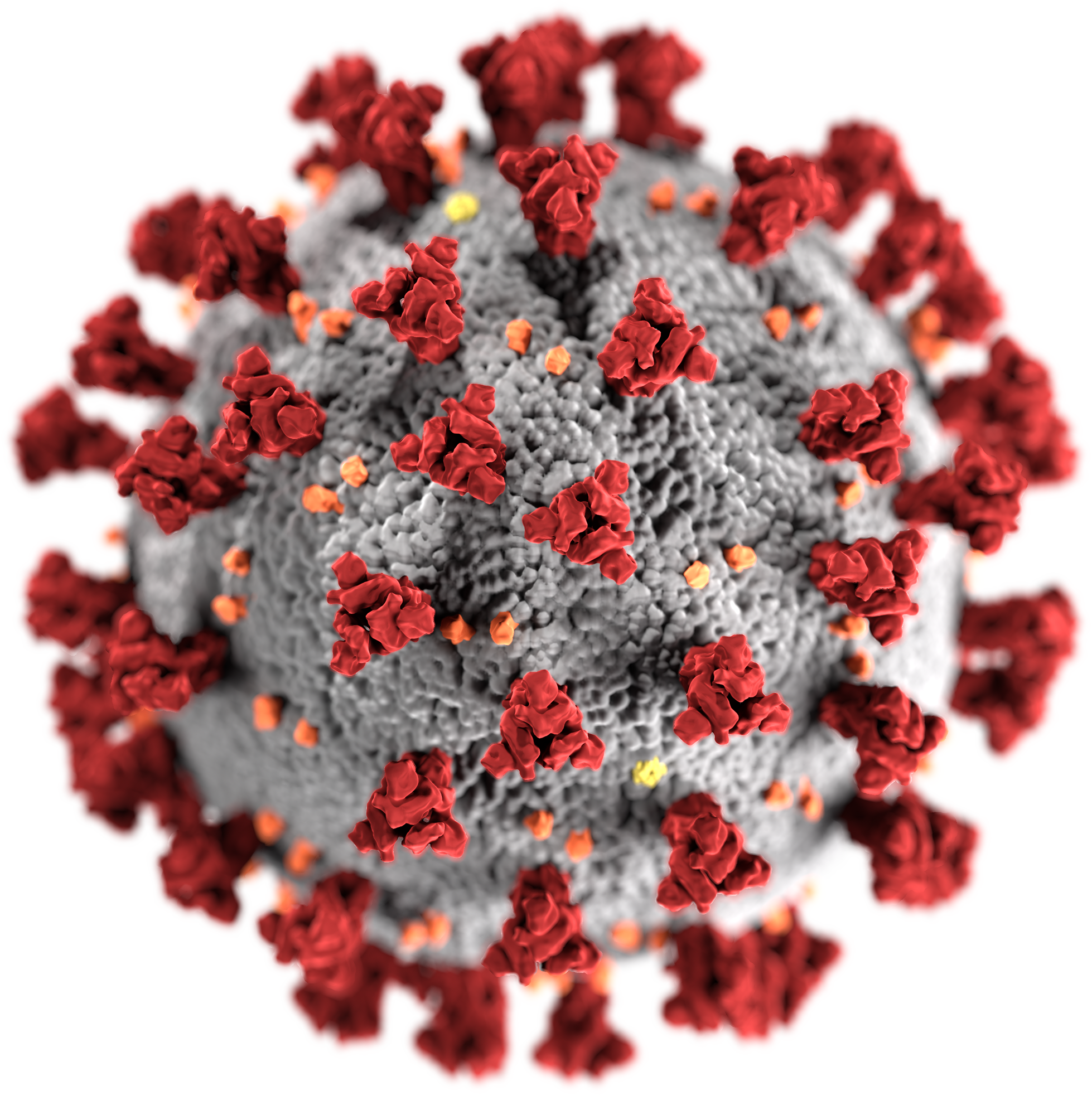
Зображення віріону SARS-CoV-2

Експериментальне лікування коронавірусної хвороби 2019 — процес створення вакцини проти коронавірусної хвороби 2019 та розробка ефективних етіотропних та патогенетичних препаратів для лікування коронавірусної хвороби 2019. На кінець квітня 2020 року не розроблено клінічно доведених ефективних лікарських препаратів та вакцини для лікування коронавірусної хвороби, проте розроблено 115 потенційно ефективних вакцин проти коронавірусної хвороби, проводяться клінічні дослідження та експериментальне застосування 153 лікарських препаратів для лікування коронавірусної хвороби.

## Противірусні препарати

### Ремдесивір
Одним із перших противірусних препаратів, які розпочали застосовувати для лікування коронавірусної хвороби 2019, став експериментальний препарат ремдесивір. Ще в січні 2020 року компанія «Gilead Sciences» виділила препарат для експериментального лікування низки пацієнтів у Китаї та вивчення його ефективності при коронавірусній інфекції у співпраці з китайськими медиками. Одночасно компанія-виробник розпочала лабораторне дослідження препарату щодо його ефективності в лікуванні коронавірусної хвороби 2019 року, причому представники компанії повідомили, що препарат був активний щодо збудників близькосхідного коронавірусного респіраторного синдрому та тяжкого гострого респіраторного синдрому у тварин. Ремдесивір застосовувався як експериментальний препарат в окремих лікувальних закладах США з помітним ефектом, проте застосування препарату в незначної кількості хворих не дозволяє зробити якихось широких висновків щодо його ефективності. Пізніше китайські дослідники повідомили, що за їх даними, ремдесивір та комбінований препарат лопінавір/ритонавір, а також протималярійний препарат хлорохін, мали найбільший інгібувальний ефект in vitro щодо вірусу SARS-CoV-2 серед усіх тестованих лікарських засобів, та анонсовано початок клінічних досліджень цих препаратів для лікування коронавірусної хвороби 2019 у Китаї. 6 лютого офіційно повідомлено про початок клінічних досліджень ремдесивіру в Китаї.

### Фавіпіравір
У лютому 2020 року уперше для лікування COVID-19 у Китаї застосували експериментальний противірусний препарат фавіпіравір. 17 березня китайські посадовці офіційно запропонували лікувати коронавірусну хворобу в Ухані та Шеньчжені фавіпіравіром. У клінічних випробуваннях в китайських містах брали участь 340 пацієнтів. За даними китайських дослідників, хворі, які приймали фавіпіравір, одужували за 4 доби, а ті, які не приймали — за 11 діб. Заплановано також клінічні дослідження застосування фавіпіравіру проти коронавірусної інфекції в Японії.
У березні 2020 року фавіпіравір схвалений для експериментального застосовання проти коронавірусної інфекції в трьох провінціях Італії, які найбільше постраждали від пандемії. Проте Фармацевтичне агентство Італії попередило, що поки що доказова база щодо ефективності цього препарату є попередньою та недостатньою.

### Арбідол
19 лютого 2020 року національна комісія охорони здоров'я Китаю включила препарат арбідол (уміфеновір) до попереднього плану лікування коронавірусної хвороби. Препарат застосовувався у схемах лікування коронавірусної інфекції у Чунціні, Шанхаї, Жуйцзіні, провінціях Чжецзян та Хубей. Проте після проведених клінічних досліджень у Китаї встановлено, що арбідол, як і комбінований препарат лопінавір/ритонавір, є неефективним у лікуванні легких та середньотяжких форм хвороби.

### Рибавірин
18 лютого міністерство охорони здоров'я КНР опубліковано національну програму діагностики та лікування коронавірусної хвороби 2019 шостої версії. До неї включені 4 препарати з противірусною дією: арбідол, хлорохін та рибавірин у комбінації з інтерфероном або комбінованим препаратом лопінавір/ритонавір. Рибавірин також включили до китайської програми діагностики та лікування коронавірусної хвороби сьомої версії. Рибавірин застосовувався у лікуванні коронавірусної інфекції у Гонконгу і Чунціні. Проте дана комбінація препаратів, до якої входив рибавірин, спричинювала часті важкі побічні ефекти, і з пізніших рекомендацій по лікуванню коронавірусної інфекції рибавірин виключили.

### Протигрипозні препарати
Для лікування у низці країн застосовувались також препарати для лікування грипу, зокрема озельтамівір, та меншою мірою занамівір, проте їх ефективність при коронавірусній хворобі виявилась незначною.

### Інші противірусні препарати
Для лікування коронавірусної хвороби в різних схемах застосовуються також інші противірусні препарати: тріазавірин, софосбувір, даклатасвір, ледіпасвір, нітазоксанід, галідесивір, клевудин, сіяньпін, балоксавір, баріцитиніб, азвудин, плітідепсин, ринтатолімод, сабізабулін а також низку інших експериментальних препаратів, які мають лише кодові назви.

### Антиретровірусні препарати
Одним із перших препаратів, яким розпочали лікувати коронавірусну хворобу 2019, став комбінований антиретровірусний препарат лопінавір/ритонавір. Цей лікарський засіб включали до одних із перших клінічних рекомендацій щодо лікування коронавірусної хвороби в Китаї. Препарат застосовувався у схемах лікування коронавірусної інфекції у Чунціні, Ухані, Гонконгу, провінції Гуандун, та низці інших міст та провінцій Китаю. Проте після проведених клінічних досліджень у Китаї встановлено, що комбінований препарат лопінавір/ритонавір, як і арбідол, є неефективним у лікуванні легких та середньотяжких форм хвороби. Для лікування коронавірусної хвороби також застосовувались самостійно лопінавір, ритонавір у комбінації з експериментальним препаратом ASC09, данопревір з ритонавіром, емтрицитабін, тенофовір, а також дарунавір у комбінації з кобіцистатом, проте результати цих досліджень ще не є кінцевими.

## Протималярійні препарати
Для лікування коронавірусної хвороби ще на початку епідемії розпочали застосовувати протималярійні препарати хлорохін та гідроксихлорохін. Ці препарати застосовувалися в експериментальному лікуванні коронавірусної хвороби у різних містах Китаю, а також у низці інших країн, зокрема у Франції, зокрема у кількох країнах, таких як Франція, США і Китай, виявлено ефективність комбінації гідроксихлорохіну (плаквенілу) з антибіотиком азитроміцином. Проте ці протималярійні препарати спричинюють низку важких побічних ефектів, зокрема важкі серцево-судинні ускладнення, порушення зору. розлади імунної та кровотворної системи, розлади травної системи. Проте пізніше дослідженнями у різних країнах визначено невисоку ефективність протималярійних препаратів, а комбінацію гідроксихіноліну з азитроміцином, яку вважали спочатку дуже ефективною, визнали небезпечною у зв'язку із значним збільшенням кількості побічних ефектів.

## Моноклональні антитіла
У березні 2020 року під час пандемії коронавірусної хвороби в Італії, яка стала однією з найбільш постраждалих від пандемії країн, з'явились повідомлення про ефективність моноклонального антитіла тоцилізумабу, який до цього застосовувався для лікування ревматоїдного артриту, проти коронавірусної хвороби 2019. Проте на думку частини оглядачів, тоцилізумаб мав ефект лише у невеликої групи хворих, та непридатний для широкого застосування під час епідемії, в іншому випадку його ефективність виявили б ще на початку поширення епідемії китайські лікарі. Наразі виробник препарату ініціював проведення рандомізованого, подвійного сліпого клінічного дослідження III фази для оцінки безпеки та ефективності препарату при цій хворобі, яка мала розпочатись на початку квітня 2020 р., ціль — приблизно 330 пацієнтів у всьому світі. Первинні та вторинні кінцеві показники дослідження включають оцінку впливу на клінічний стан, летальність, необхідність ШВЛ та інші змінні. У березні 2020 року тоцилізумаб застосовувався для лікування коронавірусної хвороби у низці китайських міст. З інших моноклональних антитіл для лікування коронавірусної хвороби застосовувалися адалімумаб, бевацизумаб, екулізумаб, сарілумаб, маврілімумаб, та меплазумаб, проте їх застосування обмежувалось незначною кількстю хворих у одному місті. Як препарати для невідкладного застосування зареєстровані сотровірімаб, регданвімаб, та комбінації моноклональних антитіл касиривімаб/імдевімаб, а також цілгавімабу з тіксагевімабом.

## Антибіотики
В експериментальному лікуванні коронавірусної хвороби застосовують також антибіотики, найчастіше в комбінації з противірусними або протималярійними препаратами. Найчастіше застосовується макролідний антибіотик азитроміцин, переважно з протималярійним препаратом гідроксихлорохіном. Азитроміцин при коронавірусній хворобі застосовується не лише як антибактеріальний препарат, а його ефект у лікуванні хвороби, спричиненої вірусом, може бути пов'язаний із його властивістю стимулювати фагоцитоз. Першими цю комбінацію препаратів визнали ефективною в лікуванні коронавірусної хвороби група французьких лікарів, яка в своїх дослідженнях спиралась на результати лікування хворих, опублікованих китайськими лікарями. Проте як сам азитроміцин, так і його комбінація з протималярійними препаратами, може спричинити низку важких побічних ефектів, зокрема важкі серцево-судинні ускладнення. Тому цю комбінацію ліків, яку вважали спочатку дуже ефективною, визнали небезпечною у зв'язку із значним збільшенням кількості побічних ефектів. В експериментальному лікуванні коронавірусної хвороби застосовувалися й інші антибіотики, зокрема тейкопланін, оритаванцин, далбаванцин, монензин та мерафлоксацин.

## Інші лікарські препарати
В експериментальному лікуванні коронавірусної хвороби застосовують низку препаратів, які не мають безпосереднього впливу на вірус SARS-CoV-2, проте можуть полегшувати перебіг хвороби та запобігати фатальним ускладненням. Зокрема, у лікуванні коронавірусної хвороби застосовують низькомолекулярні прямі антикоагулянти, зокрема гепарин та еноксапарин (клексан). Ці препарати розпочали застосовуватися європейськими лікарями, оскільки за їх спостереженнями, коронавірусна хвороба призводить до підвищеного утворення тромбів у судинах. Гепарин з 29 квітня 2020 року включений до клінічного протоколу лікування коронавірусної хвороби в Україні. Проте частина дослідників зазначають, що ці препарати можуть спричинювати виникнення тромбоцитопенії, яка призводить до утворення нових тромбів, а також спричинює нерозчинення старих тромбів, наслідком чого є тромбоемболічні та інші важкі усладнення. Серед інших препаратів проводяться дослідження по застосуванню в лікуванні коронавірусної хвороби цукрознижуючого препарату дапагліфлозину, рекомбінантного людського білка анакінри та химерний білок енсовібеп, імунодепресанта лефлуноміду, талідомід, фінголімод, пірфенідон, комбінований препарат типірацилу з трифлуридином. Застосовувалось також лікування стовбуровими клітинами, переливання плазми крові осіб, які виздоровіли від коронавірусної хвороби, хворим людям, а також засоби традиційної китайської медицини. Британсько-шведська фармацевтична та біотехнологічна компанія «AstraZeneca» розробила також коктейль з антитіл проти COVID-19, клінічні дослідження якого ще продовжуються.

## Пошук нових ліків
Науковці створили фагову бібліотеку домену VH людського антитіла, з якої ідентифікували високоафінний споріднюючий зв'язок VH ab8. Двовалентний VH, VH-Fc ab8, пов'язаний з високою авідністю до мембранно-асоційованого глікопротеїну S і мутантів, що виявлені у пацієнтів. Він потужно нейтралізував SARS-CoV-2 у диких мишей у дозі до 2 мг / кг і продемонстрував високу профілактичну та терапевтичну ефективність на хом'ячій моделі зараження SARS-CoV-2, можливо, посилену його відносно невеликим розміром. Електронна мікроскопія в поєднанні зі скануючою виявила взаємодію ab8 з усіма трьома протомерами S коронавірусу і продемонструвала, як ab8 нейтралізував вірус, безпосередньо впливаючи на зв'язування ACE2. VH-Fc ab8 не агрегував і не зв'язувався з 5300 людськими мембранно-асоційованими білками. Потужна нейтралізаційна активність VH-Fc ab8 у поєднанні з хорошими властивостями до розвитку та перехресною реактивністю до мутантів SARS-CoV-2 є вагомим обґрунтуванням для його випробування як терапевтичного препарату для лікування хворих на коронавірусну хворобу 2019.
Комп'ютерні дослідження; § Дослідження комп'ютерного та машинного навчання та громадянська наука. У березні 2020 року Міністерство енергетики США, Національний науковий фонд, NASA, промисловість та дев'ять університетів об'єднали ресурси для доступу до суперкомп'ютерів IBM для виявлення ліків, а також хмарних ресурсів Hewlett Packard Enterprise, Amazon, Microsoft та Google. Консорціум високопродуктивних обчислень COVID-19 також має на меті передбачити поширення хвороби, змоделювати можливі вакцини та протестувати тисячі хімічних сполук для розробки вакцини або терапії COVID-19.
C3.ai Інститут цифрової трансформації, додатковий консорціум Microsoft, шість університетів (включаючи Массачусетський технологічний інститут, який є членом першого консорціуму) і Національний центр додатків суперкомп'ютерів в Іллінойсі, який працює під егідою компанії-розробника програмного забезпечення штучного інтелекту C3.ai, об'єднують суперкомп'ютерні ресурси для відкриття ліків, розробки медичних протоколів і поліпшення стратегії громадського здоров'я, а також присуджують великі гранти дослідникам, які до травня запропонував використовувати штучний інтелект для виконання аналогічних завдань.
У березні 2020 року Проект розподілених обчислень Folding@home запустив програму, яка допоможе розробникам ліків шляхом початкового моделювання білкових мішеней з SARS-CoV-2 і пов'язаного з ним вірусу SARS-CoV, який вже був вивчений раніше.
У березні проект розподілених обчислень Rosetta@home також об'єднав ці зусилля. Проект використовує волонтерські комп'ютери для моделювання білків вірусу sars-CoV-2 для виявлення потенційних мішеней лікарських засобів або створення нових білків для нейтралізації вірусу. Дослідники виявили, що за допомогою Rosetta@home вони змогли "точно передбачити структуру атомного масштабу важливого білка коронавірусу за кілька тижнів до того, як його виміряли в лабораторії".
У травні 2020 року було запущено OpenPandemics - партнерство з COVID-19 між Scripps Research та IBM World Community Grid. Це партнерство є розподіленим обчислювальним проектом, який «автоматично запустить змодельований експеримент у фоновому режимі з підключених домашніх комп'ютерів, який допоможе передбачити ефективність певної хімічної сполуки як можливих ліків від COVID-19».

## Вакцина
Розробка вакцини проти коронавірусної хвороби розпочались уже на самому початку пандемії, оскільки вже на 60-й день початку спалаху захворювання Китай поділився зразками геному коронавірусу, що є виключним випадком у світовій практиці. На кінець березня 2020 року проводилось близько 300 досліджень щодо розробки вакцини проти коронавірусної хвороби, у кінці квітня повідомлено про 120 розробок вакцини проти коронавірусної хвороби. Частина дослідників вважають, що вакцина буде створена ще до вересня 2020 року, проте на думку Всесвітньої організації охорони здоров'я, висловленій у лютому 2020 року, така вакцина найімовірніше буде розроблена за 18 місяців, проте на думку українських фахівців, розробка такої вакцини може затягнутись на роки.